# العلاقات البولندية الفنلندية
العلاقات البولندية الفنلندية هي العلاقات الثنائية التي تجمع بين بولندا وفنلندا.

## مقارنة بين البلدين
هذه مقارنة عامة ومرجعية للدولتين:
| وجه المقارنة                                              | بولندا                                                                             | فنلندا                                                                               |
| --------------------------------------------------------- | ---------------------------------------------------------------------------------- | ------------------------------------------------------------------------------------ |
| المساحة (كم2)                                             | 312.68 ألف                                                                         | 338.42 ألف                                                                           |
| عدد السكان (نسمة)                                         | 38.43 مليون                                                                        | 5.52 مليون                                                                           |
| الكثافة السكانية (ن./كم²)                                 | 122.91                                                                             | 16.31                                                                                |
| العاصمة                                                   | وارسو                                                                              | هلسنكي                                                                               |
| اللغة الرسمية                                             | اللغة البولندية                                                                    | اللغة الفنلندية، اللغة السويدية                                                      |
| العملة                                                    | زلوتي بولندي                                                                       | يورو، ماركا فنلندية                                                                  |
| الناتج المحلي الإجمالي (بليون دولار)                      | 524.51 مليار                                                                       | 251.88 مليار                                                                         |
| الناتج المحلي الإجمالي (تعادل القوة الشرائية) بليون دولار | 1.02 تريليون                                                                       | 231.84 مليار                                                                         |
| الناتج المحلي الإجمالي الاسمي للفرد دولار أمريكي          | 12.55 ألف                                                                          | 42.31 ألف                                                                            |
| الناتج المحلي الإجمالي للفرد دولار أمريكي                 | 26.14 ألف                                                                          | 40.68 ألف                                                                            |
| مؤشر التنمية البشرية                                      | 0.843                                                                              | 0.883                                                                                |
| رمز المكالمات الدولي                                      | +48                                                                                | +358                                                                                 |
| رمز الإنترنت                                              | .pl                                                                                | .fi                                                                                  |
| المنطقة الزمنية                                           | توقيت وسط أوروبا، ت ع م+01:00، ت ع م+02:00، أوروبا/وارسو ‏، توقيت وسط أوروبا الصيفي | ت ع م+02:00، ت ع م+03:00، أوروبا/هلسنكي ‏، توقيت شرق أوروبا، توقيت شرق أوروبا الصيفي ‏ |

## مدن متوأمة
في ما يلي قائمة باتفاقيات التوأمة بين مدن بولندية وفنلندية:
- ترتبط جيلينيا جورا مع فالكياكوسكي باتفاقية توأمة منذ 1993.
- ترتبط بوزنان مع يوفاسكولا باتفاقية توأمة منذ 1979.
- ترتبط وودج مع تامبيري باتفاقية توأمة منذ 27 يونيو 1995.[14][15][16][17]
- ترتبط جيشن مع Teuva [الإنجليزية]‏ باتفاقية توأمة.
- ترتبط سووبسك مع فانتا باتفاقية توأمة.
- ترتبط كووبجك مع بوري باتفاقية توأمة.
- ترتبط خوينا مع كاركيلا باتفاقية توأمة.
- ترتبط غدينيا مع كوتكا باتفاقية توأمة منذ 1966.[18][19][20][18]
- ترتبط Kamień Pomorski [الإنجليزية]‏ مع بورفو باتفاقية توأمة منذ 5 مايو 2000.
- ترتبط أوغوستوف مع توسولا باتفاقية توأمة منذ 2006.[21][21][21][21]
- ترتبط شفيجي مع Kuusankoski [الإنجليزية]‏ باتفاقية توأمة.
- ترتبط تورون مع هامينلينا باتفاقية توأمة منذ 1996.[22][23][24][25]
- ترتبط غدانسك مع توركو باتفاقية توأمة منذ 1990.[26][27][26][27]
- ترتبط أولشتين مع روفانييمي باتفاقية توأمة منذ 1 يوليو 1994.[22][28][29][30]
- ترتبط كشالين مع سينايوكي باتفاقية توأمة منذ 2010.[31][31][31][31]
- ترتبط أوبولي مع كووبيو باتفاقية توأمة منذ 6 يونيو 1973.[32][33][34][35]

## منظمات دولية مشتركة
يشترك البلدان في عضوية مجموعة من المنظمات الدولية، منها:
| علم المنظمة | اسم المنظمة                             | تاريخ انضمام بولندا | تاريخ انضمام فنلندا |
| ----------- | --------------------------------------- | ------------------- | ------------------- |
|             | وكالة الفضاء الأوروبية                  | 19 يناير 2012       | 1969                |
|             | الاتحاد الأوروبي                        | 1 مايو 2004         | 1995                |
|             | وكالة ضمان الاستثمار متعدد الأطراف      | 29 يونيو 1990       | 28 ديسمبر 1988      |
|             | منظمة التعاون الاقتصادي والتنمية        | 22 نوفمبر 1996      | 1969                |
|             | الأمم المتحدة                           | 24 أكتوبر 1945      | 14 ديسمبر 1955      |
|             | الوكالة الدولية للطاقة                  | 25 سبتمبر 2008      | ?                   |
|             | الفريق المعني برصد الأرض                | ?                   | ?                   |
|             | مركز تنسيق الحركة في أوروبا ‏            | ?                   | ?                   |
|             | منظمة حظر الأسلحة الكيميائية            | ?                   | ?                   |
|             | منظمة التجارة العالمية                  | 1 يوليو 1995        | 1995                |
|             | منظمة الشرطة الجنائية الدولية           | ?                   | ?                   |
|             | مجلس دول بحر البلطيق                    | ?                   | 1992                |
|             | منظمة الأمن والتعاون في أوروبا          | 25 يونيو 1973       | 25 يونيو 1973       |
|             | مؤسسة التنمية الدولية                   | 28 أكتوبر 1960      | 29 ديسمبر 1960      |
|             | نظام تحكم تكنولوجيا القذائف             | 1998                | 1991                |
|             | يونسكو                                  | 6 نوفمبر 1946       | 10 أكتوبر 1956      |
|             | مجلس أوروبا                             | 26 نوفمبر 1991      | 5 مايو 1989         |
|             | Strategic Airlift Capability ‏           | ?                   | ?                   |
|             | الاتحاد البريدي العالمي                 | 1 مايو 1919         | ?                   |
|             | البنك الدولي للإنشاء والتعمير           | 27 يونيو 1986       | 14 يناير 1948       |
|             | اتفاقية السماوات المفتوحة               | ?                   | ?                   |
|             | المنظمة الهيدروغرافية الدولية           | ?                   | ?                   |
|             | الاتحاد الدولي للاتصالات                | 1921                | 1 سبتمبر 1920       |
|             | مؤسسة التمويل الدولية                   | 29 ديسمبر 1987      | 20 يوليو 1956       |
|             | المنظمة الأوروبية لسلامة الملاحة الجوية | 2004                | 2001                |
|             | مجموعة أستراليا                         | 1994                | 1991                |
|             | مجموعة الموردين النوويين                | ?                   | ?                   |

## وصلات خارجية
- موقع وزارة الخارجية البولندية
- موقع وزارة الخارجية الفنلندية